# Islote Guión
Die Islote Guión ist eine kleine Insel im Archipel der Südlichen Shetlandinseln. Sie ist neben der Islote Mira eine von zwei kleinen zu Rowett Island benachbarten Inseln vor dem Cape Lookout von Elephant Island.
Argentinische Wissenschaftler benannten sie. Der weitere Benennungshintergrund ist nicht überliefert.